# Посадский, Иван Никитович
Иван Никитович Посадский (23 сентября 1900, Петраково, Владимирская губерния — 29 сентября 1943, Козелецкий район, Черниговская область) — советский военачальник. Участник Гражданской войны в России, боёв у озера Хасан и Великой Отечественной войны. Герой Советского Союза (1943, посмертно). Подполковник.

## Биография
Иван Никитович Посадский родился 23 сентября 1900 года в селе Петроково Владимирского уезда Владимирской губернии Российской империи (ныне село Петраково Суздальского района Владимирской области Российской Федерации) в крестьянской семье. Русский. Окончил церковно-приходскую школу, затем работал в семейном крестьянском хозяйстве. В июле 1919 года И. Н. Посадский вступил в ряды Рабоче-крестьянской Красной Армии. Несколько месяцев участвовал в боевых действиях на фронтах Гражданской войны, после чего был направлен в Костромскую военную школу, которую он окончил в 1920 году. Затем была учёба в Читинском военном пехотном училище. С 1922 года Иван Никитович служил в составе Забайкальской группы Особой Краснознамённой Дальневосточной армии в Чите. После окончания Ленинградских военно-политических курсов в 1929 году его направили на Дальний Восток, где до 1938 года он служил на штабных должностях в строевых частях под Хабаровском. С 1938 года майор И. Н. Посадский служил в штабе 32-й стрелковой дивизии Особой Краснознамённой Дальневосточной армии. В период с 29 июля по 11 августа 1938 года он участвовал в боях у озера Хасан. После отражения японской агрессии Иван Никитович был направлен для прохождения дальнейшей службы в штаб 1-й Краснознамённой армии. В начале 1940 года Ивана Никитовича перевели в Куйбышев в штаб Приволжского военного округа. Перед началом Великой Отечественной войны подполковник И. Н. Посадский занимал должность начальника отдела кадров ПриВО.
Осенью 1941 года штаб Приволжского военного округа переехал в Саратов. Подполковник И. Н. Посадский принимал самое деятельное участие в комплектовании формировавшихся здесь воинских соединений. Летом 1942 года он ушёл на фронт в качестве штабного офицера 66-й армии, которая была сформирована в Саратовской области. В боях с немецко-фашистскими войсками Иван Никитович с 30 сентября 1942 года на Донском фронте. Участник Сталинградской битвы, в ходе которой подразделения 66-й армии вели боевые действия севернее Сталинграда. В ходе контрнаступления советских войск под Сталинградом И. Н. Посадский принимал участие в планировании действий армии по окружению 6-й армии вермахта.
После разгрома немецко-фашистских войск в Сталинградской битве подполковник И. Н. Посадский участвовал в комплектовании новых соединений Красной Армии, в том числе и 985-го стрелкового полка 226-й стрелковой дивизии, командиром которого он был назначен летом 1943 года. 31 июля 1943 года 226-я стрелковая дивизия была включена в состав 60-й армии Центрального фронта и в преддверии Черниговско-Припятской операции заняла позиции в севернее Рыльска. 26 августа 1943 года полк подполковника И. Н. Посадского, действуя умело и решительно, прорвал оборону противника в районе села Старшее Хотмутовского района Курской области. Развивая стремительное наступление, подразделения 985-го стрелкового полка освободили 26 населённых пунктов Курской и Сумской областей, среди которых Шагарово, Ярославка, Калиновка, Клевень, Хижки и Духановка. В плен было взято более 150 немецких солдат и офицеров, захвачено 15 артиллерийских орудий.
Пройдя с боями около 500 километров, 60-я армия освободила районы Сумской и Черниговской областей Левобережной Украины. Впереди был Днепр. Перед 985-м стрелковым полком командующим 226-й стрелковой дивизии была поставлена задача сломить сопротивление противника на левом берегу Днепра и, форсировав водную преграду, захватить плацдарм на его правом берегу. Немцы, стремясь отойти за Восточный вал, не оказывали серьёзного сопротивления, и 26 сентября 1943 года передовые подразделения полка подполковника И. Н. Посадского вышли к Днепру южнее устья Тетерева, сходу форсировали его и очистили от немцев крупный остров в русле реки. 27 сентября 1943 года 985-й стрелковый полк начал форсирование протоки Мохова. Первым под ураганным огнём преодолела водную преграду пулемётная рота старшего лейтенанта Ф. Т. Жарова. Захватив небольшой плацдарм на правом берегу реки у села Толокунская Рудня, пулемётчики обеспечили переправу основных сил полка. Завершив сосредоточение на правом берегу, полк устремился на штурм немецких укреплений. Когда до немецких траншей оставалось несколько метров, бойцы Посадского попали под сильный артиллерийский и миномётный огонь и залегли. В небе появилась немецкие самолёты. В критической ситуации подполковник И. Н. Посадский личным примером поднял своих солдат в атаку. Восточный вал был прорван, однако Иван Никитович был тяжело ранен осколками мины. Бойцы вынесли своего командира с поля боя и эвакуировали на левый берег Днепра, но спасти его не удалось. 29 сентября 1943 года подполковник И. Н. Посадский от полученных ранений скончался.
Указом Президиума Верховного Совета СССР от 17 октября 1943 года за успешное форсирование реки Днепр севернее Киева, прочное закрепление плацдарма на западном берегу реки Днепр и проявленные при этом отвагу и геройство подполковнику Посадскому Ивану Никитовичу было присвоено звание Героя Советского Союза посмертно. Похоронен И. Н. Посадский в братской могиле советских воинов на армейском кладбище города Остёр Козелецкого района Черниговской области Украины.

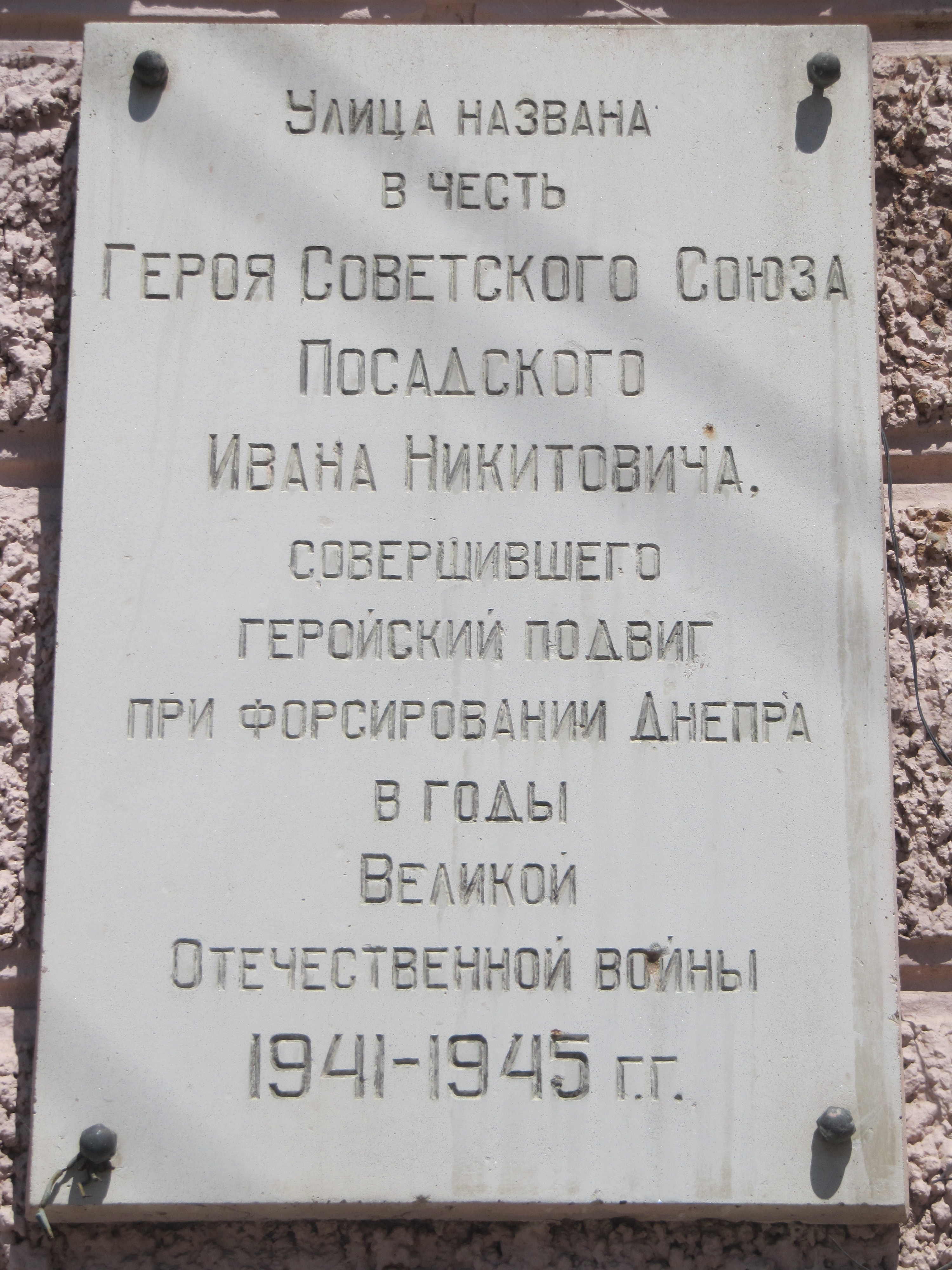
Улица Посадского, мемориальная доска, Саратов

## Награды
- Медаль «Золотая Звезда» (17.10.1943, посмертно);
- орден Ленина (17.10.1943, посмертно);
- орден Красного Знамени (15.09.1943);
- медаль «За оборону Сталинграда» (1943).

## Память
- Мемориальная доска в честь Героя Советского Союза И. Н. Посадского установлена в городе Саратове.
- Именем Героя Советского Союза И. Н. Посадского названа улица в городе Саратове.
- Именем Героя Советского Союза И. Н. Посадского назван переулок в городе Остёр (Украина).

## Документы
- Общедоступный электронный банк документов «Подвиг Народа в Великой Отечественной войне 1941—1945 гг.» Дата обращения: 17 января 2013. Архивировано из оригинала 13 марта 2012 года.

Представление к званию Героя Советского Союза и указ ПВС СССР о присвоении звания. Дата обращения: 17 января 2013. Архивировано 29 января 2013 года.
Орден Красного Знамени (наградной лист и приказ о награждении). Дата обращения: 17 января 2013. Архивировано 29 января 2013 года.
Орден Отечественной войны 1-й степени (указ ПВС о награждении). Дата обращения: 17 января 2013. Архивировано 29 января 2013 года.
- Обобщенный банк данных «Мемориал». Дата обращения: 17 января 2013. Архивировано из оригинала 10 мая 2012 года.

ЦАМО, ф. 33, оп. 11458, д. 181.
Информация из списка захоронения ЗУ380-25-1002.
Учётная карточка захоронения ЗУ380-25-1002.
Схема захоронения ЗУ380-25-1002.